# Sottoprefettura di Rumoi
La sottoprefettura di Rumoi (留萌支庁?, Rumoi-shichō) è una sottoprefettura della prefettura di Hokkaidō, Giappone. Ha un'area di 4.019,97 chilometri quadrati e una popolazione di 61 488 abitanti al 2005. È stata fondata nel 1897.

## Geografia fisica

### Città
- Rumoi (capoluogo)

### Distretti
- Distretto di Mashike
  - Mashike
- Distretto di Rumoi
  - Obira
- Distretto di Teshio
  - Enbetsu
  - Teshio
- Distretto di Tomamae
  - Haboro
  - Shosanbetsu
  - Tomamae